# Федорова Римма Тимофіївна
Римма Тимофіївна Федорова (нар. 1934, Алма-Ата) — астроном, завідувач Миколаївського відділення МАО АН СРСР (1978—1986).

## Біографія
Римма Федорова народилася в сім'ї агронома.
У 1956 році закінчила Київський державний університет за спеціальністю «Астрономія» та була направлена на роботу до Миколаївської обсерваторії. Тут вона у різні роки брала участь у визначеннях положень зірок на меридіанному колі Репсольда, службі часу, спостереженнях штучних супутників Землі та визначеннях прямих сходжень Сонця та великих планет на пасажних інструментах.
У травні 1978 року, після смерті Я. Ю. Гордона, була призначена Завідувачем Миколаївського відділення МАО АН СРСР.
У 1986 році Римму Тимофіївну Федорову за власним бажанням було звільнено з посади Завідувача Миколаївського відділення МАО АН СРСР.